# Eparchia Marmaroszu
Eparchia Marmaroszu – eparchia Rumuńskiego Kościoła Greckokatolickiego. Powstała w 1930. Obecnym ordynariuszem jest biskup Vasile Bizău (od 2011).

## Biskupi diecezjalni
- Alexandru Rusu † (1930–1963)
  - Sede vacante (1963-1990)
- Lucian Mureșan (1990–1994)
- Ioan Sisestean † (1994–2011)
- Vasile Bizău, od 2011